# انتخابات نمایشی
انتخابات نمایشی (همچنین انتخابات ساختگی یا انتخابات مُهر لاستیکی) انتخاباتی است که مطلقاً برای نمایش است و خالی از هر گونه هدف مشخص سیاسی می‌باشد. انتخابات نمایشی در رژیم‌های استبدادی بسیار مرسوم است برای اینکه تبلیغ نماید هنوز مشروعیت عمومی دارد.
نتیجه معمولاً در حمایت از فهرست نامزدهای جبهه حاکم است.